# میکا جی. یاماجی
میکا جی. یاماجی (انگلیسی: Mika Yamaji؛ زادهٔ ۳ ژانویهٔ ۱۹۷۸) کارگردان فیلم اهل ژاپن است.